# Saturn IB
Saturn IB (phát âm là "Saturn one bee," còn được gọi là Saturn I đã được nâng cấp) là một phương tiện phóng của Mỹ do Cơ quan Hàng không và Vũ trụ Quốc gia (NASA) ủy quyền cho chương trình Apollo. Nó đã thay thế giai đoạn thứ hai S-IV của Saturn I bằng S-IVB mạnh hơn nhiều, có thể phóng mô-đun chỉ huy và dịch vụ Apollo (CSM) được cung cấp nhiên liệu một phần hoặc Mô-đun Apollo Lunar (LM) được cung cấp nhiên liệu đầy đủ vào quỹ đạo Trái Đất thấp cho thử nghiệm chuyến bay sớm trước khi Saturn V lớn hơn mức cần thiết cho chuyến bay đến mặt trăng đã sẵn sàng.
Bằng cách chia sẻ giai đoạn trên của S-IVB, Saturn IB và Saturn V đã cung cấp một giao diện chung cho tàu vũ trụ Apollo. Sự khác biệt lớn duy nhất là S-IVB trên Saturn V chỉ đốt cháy một phần nhiên liệu của nó để đạt được quỹ đạo Trái Đất, do đó nó có thể được khởi động lại để tiêm xuyên mặt trăng. S-IVB trên Saturn IB cần tất cả các chất đẩy của nó để đạt được quỹ đạo Trái Đất.
Saturn IB đã triển khai hai chuyến bay phụ CSM chưa được tổ chức, một chuyến bay quỹ đạo LM chưa được tổ chức và nhiệm vụ quỹ đạo CSM phi hành đoàn đầu tiên (dự định đầu tiên là Apollo 1, sau đó bay theo Apollo 7). Nó cũng đã phóng một nhiệm vụ quỹ đạo, AS-203, không có trọng tải nên S-IVB sẽ có nhiên liệu hydro lỏng còn lại. Nhiệm vụ này đã hỗ trợ thiết kế phiên bản khởi động lại của S-IVB được sử dụng trong Saturn V, bằng cách quan sát hành vi của hydro lỏng trong tình trạng không trọng lượng.
Vào năm 1973, một năm sau khi chương trình Apollo kết thúc, ba phi hành đoàn Apollo CSM / Saturn đã đưa các phi hành đoàn đến trạm vũ trụ Skylab. Vào năm 1975, một chiếc Apollo / Saturn IB cuối cùng đã ra mắt phần Apollo của Dự án thử nghiệm tàu ngầm Apollo US USR USRR (ASTP). Một bản sao lưu Apollo CSM / Saturn IB đã được lắp ráp và sẵn sàng cho nhiệm vụ giải cứu Skylab, nhưng không bao giờ bay.
Các IB Saturn còn lại trong kho của NASA đã bị loại bỏ sau nhiệm vụ ASTP, vì chúng không thể được sử dụng cho chúng và tất cả các nhu cầu nâng hạng nặng của chương trình không gian Hoa Kỳ có thể được phục vụ bởi gia đình Titan III rẻ hơn và linh hoạt hơn.

## Lịch sử
Năm 1959, Ủy ban Silverstein của NASA đã đưa ra các khuyến nghị để phát triển các phương tiện phóng tới Sao Thổ, phát triển từ C-1. Khi chương trình Apollo được bắt đầu vào năm 1961 với mục tiêu hạ cánh trên Mặt trăng, NASA đã chọn Saturn I cho các nhiệm vụ thử nghiệm quỹ đạo Trái Đất. Tuy nhiên, giới hạn tải trọng của Sao Thổ I là 20.000 pound (9.100 kg) nên chỉ cho phép thử nghiệm mô-đun chỉ huy với mô-đun đẩy nhỏ hơn, vì mô-đun chỉ huy và dịch vụ sẽ có trọng lượng khô ít nhất 26.300 pound (11.900 kg), Ngoài động cơ đẩy và nhiên liệu điều khiển phản ứng. Vào tháng 7 năm 1962, NASA đã công bố lựa chọn C-5 cho nhiệm vụ hạ cánh trên mặt trăng và quyết định phát triển một phương tiện phóng khác bằng cách nâng cấp Saturn I, thay thế giai đoạn thứ hai S-IV của nó bằng S-IVB, cũng sẽ được sửa đổi cho sử dụng như giai đoạn thứ ba Saturn V. Giai đoạn đầu tiên của S-I cũng sẽ được nâng cấp lên S-IB bằng cách cải thiện lực đẩy của động cơ và loại bỏ một số trọng lượng. Saturn IB mới, với khả năng tải trọng ít nhất 35.000 pound (16.000 kg), [4] sẽ thay thế Saturn I để thử nghiệm quỹ đạo Trái Đất, cho phép mô-đun chỉ huy và dịch vụ được bay với tải nhiên liệu một phần. Nó cũng sẽ cho phép khởi động mô-đun du hành mặt trăng 32.000 pound (15.000 kg) riêng biệt để thử nghiệm quỹ đạo Trái Đất chưa được khai thác và phi hành đoàn, trước khi Saturn V sẵn sàng bay. Nó cũng sẽ cung cấp sự phát triển sớm cho giai đoạn thứ ba.
Vào ngày 12 tháng 5 năm 1966, NASA tuyên bố chiếc xe sẽ được gọi là "Sao Thổ I được nâng cấp", đồng thời "mô-đun du ngoạn mặt trăng" được đổi tên thành mô-đun mặt trăng. Tuy nhiên, thuật ngữ "Saturn I" được nâng cấp đã được hoàn nguyên thành Saturn IB vào ngày 2 tháng 12 năm 1967.
Vào thời điểm nó được phát triển, khả năng tải trọng Saturn IB đã tăng lên 41.000 pound (19.000 kg). Đến năm 1973, khi nó được sử dụng để khởi động ba nhiệm vụ Skylab, động cơ giai đoạn đầu đã được nâng cấp hơn nữa, nâng khả năng tải trọng lên 46.000 pound (20.865 kg).